# Castello di Culzean
Il castello di Culzean (in inglese: Culzean Castle, pron.:/ kʌˈleɪn kæsl/) è un castello situato nel villaggio scozzese di Culzean, nei dintorni di Maybole, nell'Ayrshire Meridionale (Scozia sud-occidentale). 
Il castello venne costruito nella forma attuale tra il 1777 e il 1792 dall'architetto Robert Adam sulle fondamenta di un preesistente castello del XVI secolo. L'edificio era la residenza dei conti di Cassilis ed è ora di proprietà del National Trust for Scotland.
Si tratta di uno tra i castelli scozzesi più visitati. Il parco che lo circonda, il Culzean Country Park, divenne nel 1969 il primo parco pubblico situato in un'area rurale della Scozia.

## Ubicazione

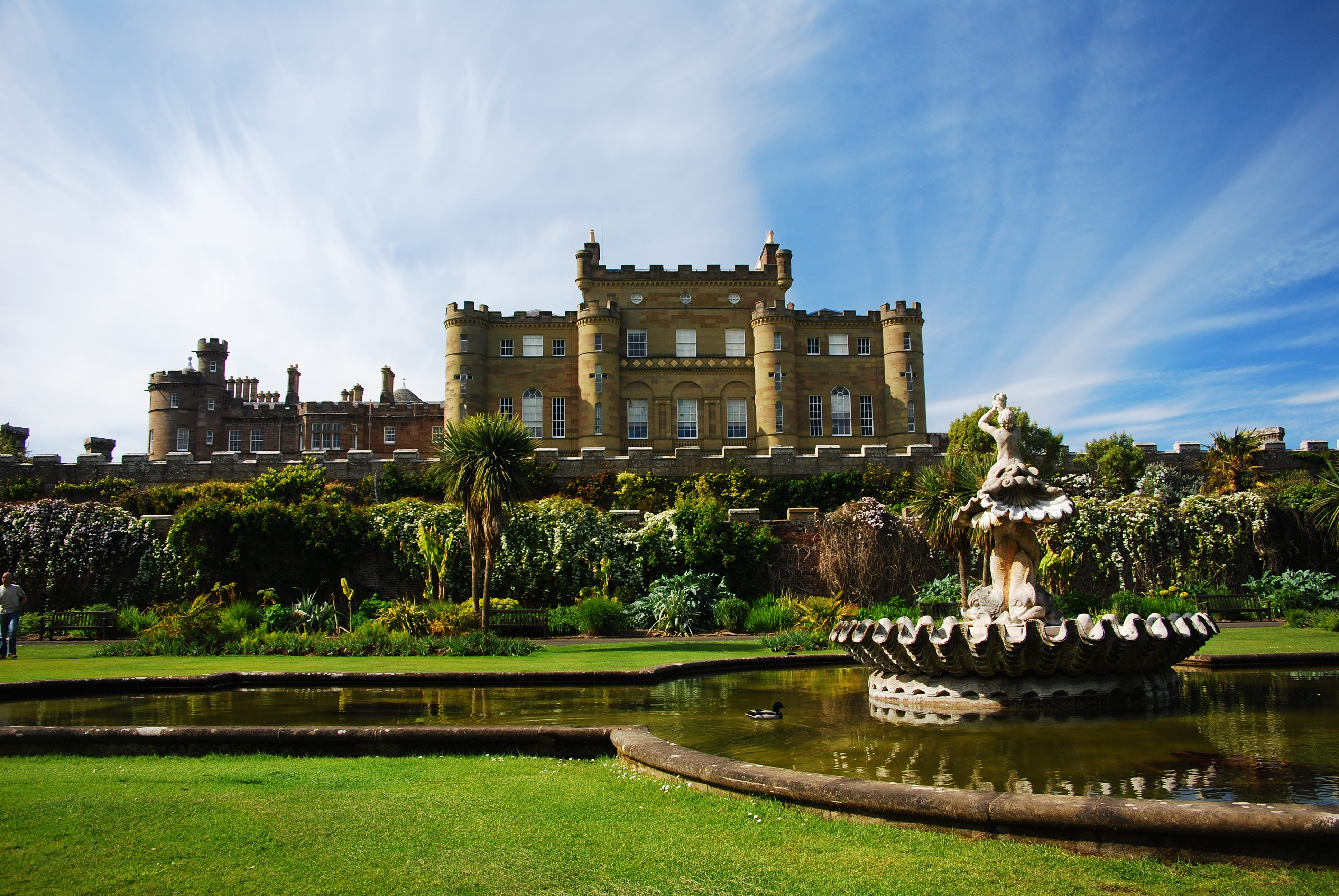
Il castello di Culzean e il giardino circostante

Il castello si trova a 4 miglia da Ayr e a 12 miglia da Maybole.

## Caratteristiche
Il castello, in arenaria, si erge su uno sperone roccioso che si affaccia sul Firth of Clyde ed è circondato dal Culzean Country Park, un parco di 227-228 (o 242) ettari, che ospita, tra l'altro, uno stagno per i cigni.
Gli interni ospitano una sala espositiva con le ultime opere di Robert Adam.

## Storia

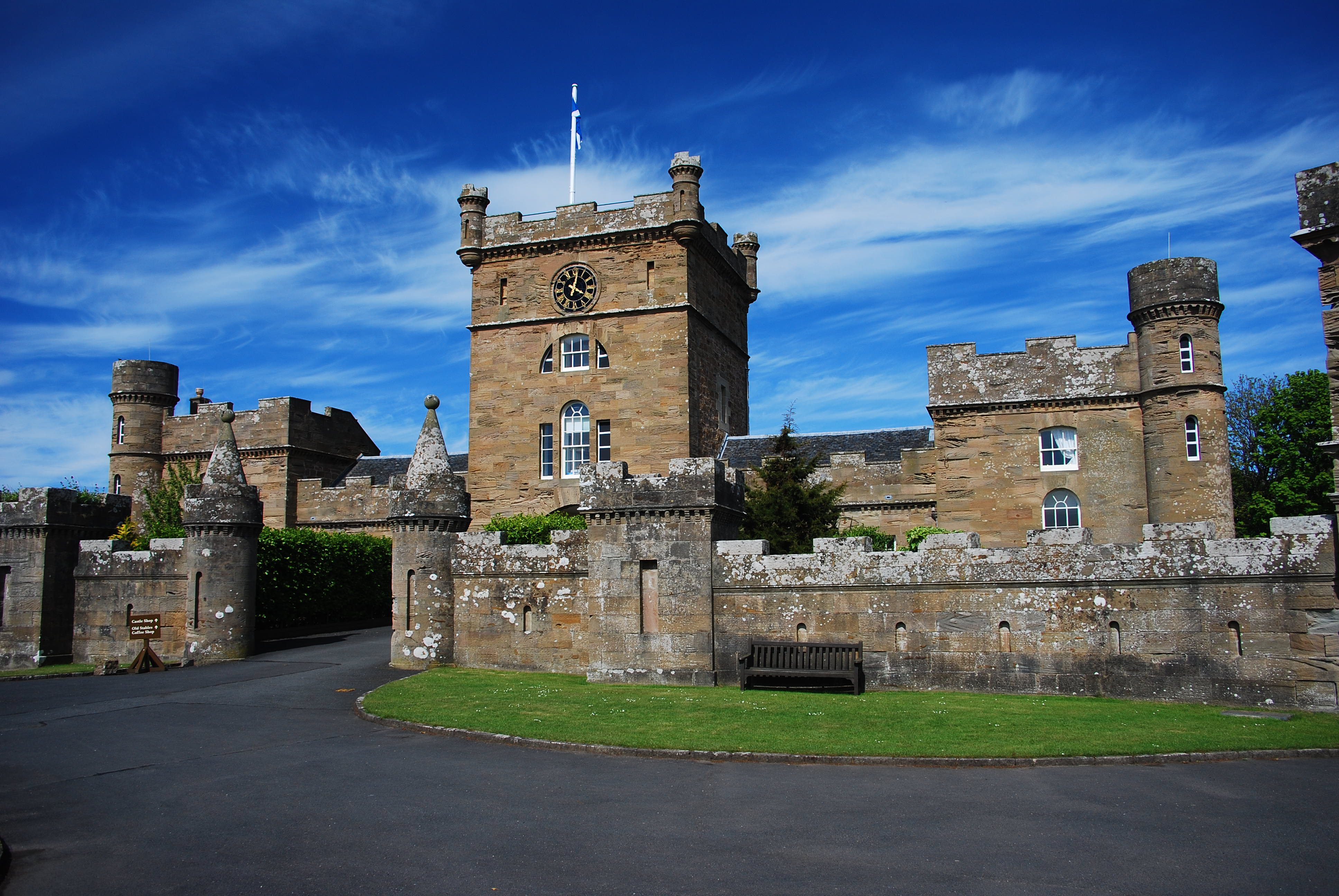
L'entrata e la facciata principale del castello di Culzean

Il castello è attestato nel XV secolo come House of Cove o Coif Castle, un edificio le cui origini risalgono forse alla fine del XIV secolo, quando vi fu costruita una torre.
Nel 1569 l'area su cui sorge il castello fu donata dal quarto conte di Cassilis al fratello, Sir Thomas Kennedy, che a partire dal 1590 iniziò un'opera di ampliamento dell'edificio.
Nel corso del XVII secolo furono aggiunti dei giardini al castello, che a quell'epoca iniziò ad essere conosciuto come Cullean Castle (forma poi mutata in Culzean Castle nel secolo successivo).
Nel 1742, il castello di Culzean fu ereditato da un altro Sir Thomas Kennedy, il quale nel 1750 iniziò un'opera di modernizzazione dell'edificio e - dopo aver vinto una battaglia legale durata tre anni con un rivale - riuscì, nel 1762, ad ereditare anche il titolo di conte di Cassilis.
La struttura attuale del castello si deve però all'intervento del figlio di Thomas Kennedy, David, che nel 1776 incaricò l'architetto Robert Adam di occuparsi dei lavori di ristrutturazione. La ristrutturazione durò 15 anni, fino al 1792, anno della morte di Adam.
In seguito l'edificio divenne di proprietà di Archibald Kennedy, XI conte di Cassilis, poi del figlio di quest'ultimo, Archibald Kennedy, XII conte di Cassilis, che poi ottenne anche il titolo di terzo marchese di Ailsa.
Dopo la morte di quest'ultimo, avvenuta nel 1938, le frequentazioni dell'edificio da parte dei marchesi di Ailsa furono sempre più rade e sette anni dopo la vedova del quarto marchese di Ailsa decise di donarlo al National Trust for Scotland.

## Punti d'interesse

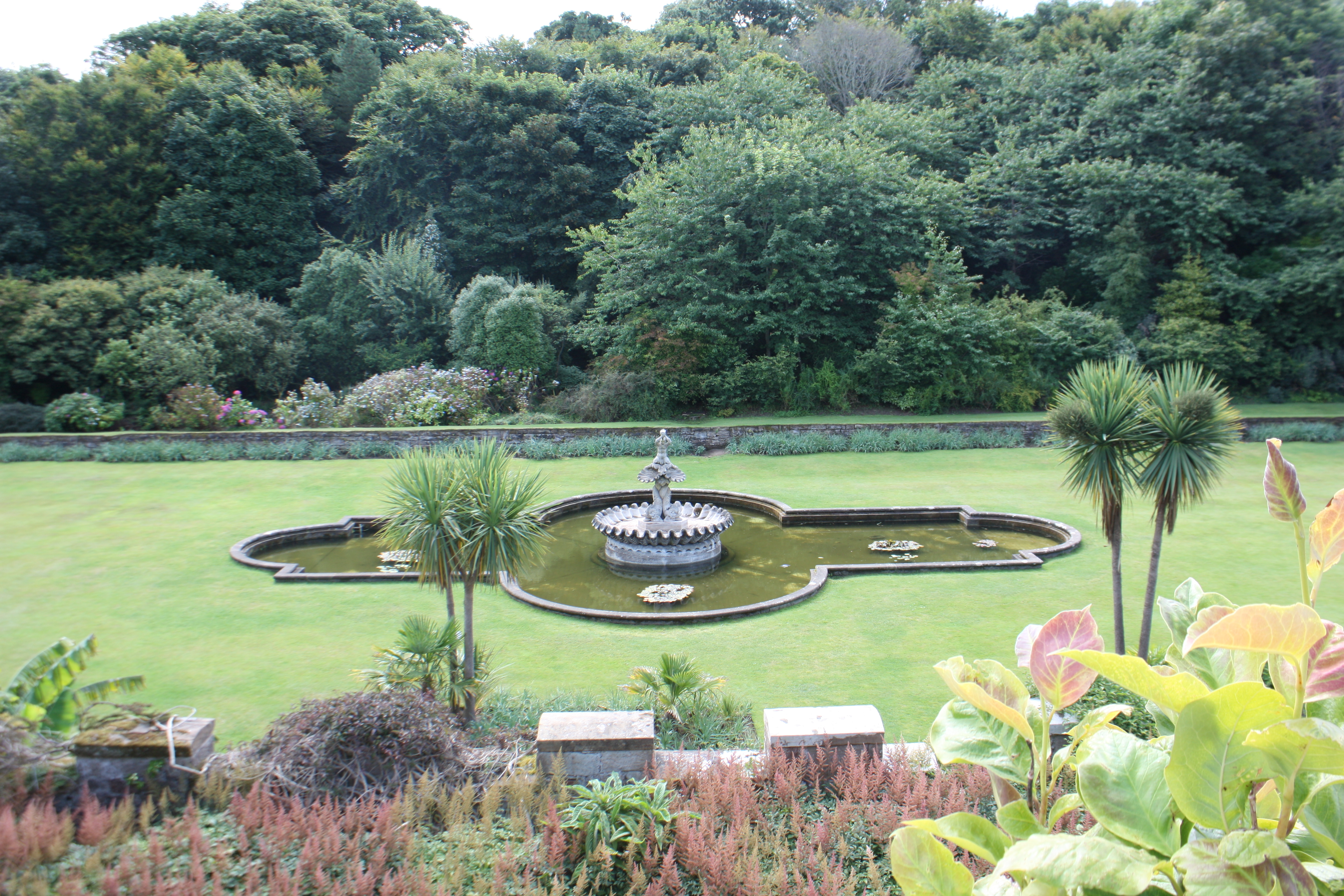
Giardino del castello di Culzean

### Esterni

#### Torre dell'orologio
La Torre dell'orologio aveva in origine la funzione di rimessa per le carrozze. L'orologio che ha dato il nome alla torre fu aggiunto solo in seguito, nel XIX secolo.

#### Giardini
Tra le principali attrazioni dei giardini, vi sono la Fountain Court, il giardino murato e la serra per viti in stile vittoriano.

### Interni

#### Salone
Il Salone, con vista sul Firth of Clyde, è in parte frutto di un restauro del XVIII secolo.

#### Sala ovale
La cosiddetta "Sala ovale", considerata uno dei capolavori dell'architetto Robert Adam, è abbellita da colonne ioniche e corinzie.

#### Appartamento di Eisenhower
All'ultimo piano dell'edificio si trova l'appartamento di Eisenhower, chiamato così in quanto nel 1945 fu donato dagli scozzesi al generale Eisenhower come ringraziamento per l'aiuto ricevuto dagli statunitensi nel corso della seconda guerra mondiale.

#### Armeria
Nell'armeria del castello sono esposte armi appartenute al West Lowland Fencible Regiment.

## Leggende
Secondo la leggenda, il castello sarebbe abitato da almeno sette fantasmi, tra cui quello di un pifferario e quello di una cameriera.
Una "strana" figura sarebbe stata notata ad esempio nel 1976 da due turisti nella Sala ovale.

## Nella cultura di massa
- Il castello di Culzean è stata una delle location del film del 1973, diretto da Robin Hardy, The Wicker Man.
- Il castello di Culzean è stata una delle location della miniserie televisiva del 2002, diretta da Karl Beattie, Most Haunted.
- Presso il castello di Culzean sono state girate alcune scene della miniserie televisiva del 2003, diretta da Josée Dayan, Les liaisons dangereuses.
- Il castello di Culzean è stata una delle location del film del 2006, diretto da Stephen Frears The Queen - La regina (The Queen).